# Vento di tempesta
Vento di tempesta (The Miracle) è un film del 1959 diretto da Irving Rapper, tratto dal dramma Das Mirakel del 1912 di Karl G. Vollmoeller.

## Trama
Durante l'epoca napoleonica, in Spagna, una giovane postulante si innamora di un bel soldato britannico che si sta riprendendo con altri del suo reggimento, dopo essere stato ferito. Prima di andarsene, lui le chiede di lasciare il convento e sposarlo. Lei, devota alla statua della Vergine Maria, le chiede un segno celeste, ma quando non succede nulla va via. Poi la statua della Vergine scende dal suo piedistallo...

## Produzione
La Warner Bros. ebbe l'intenzione di produrre il film già nel 1942, con la produzione di Henry Blanke, ma il progetto venne messo da parte. L'idea tornò nel 1952, ma venne ancora una volta accantonata.

## Distribuzione
Debuttò nei cinema statunitensi il 12 novembre 1959.

## Curiosità
- Carroll Baker era preoccupata di diventare una caratterista dopo il suo ruolo provocatorio in Baby Doll - La bambola viva, e cominciò a rifiutare parti. La casa di produzione le offrì una scelta di ruoli e lei scelse questo perché era il più diverso possibile.
- La parte di Teresa venne proposta a Bette Davis, che fece anche il provino in Technicolor.
- Il ruolo del capitano Stuart era destinato a Dirk Bogarde. Questi rifiutò e venne poi scelto Roger Moore.
- È stato l'ultimo film girato al Warner Brothers Ranch a Calabasas.
- Nel libro la storia è ambientata nel medioevo, mentre nel film nel 1812.[3]